# یولیه لت
یولیه لت (دانمارکی: Julie Leth؛ زادهٔ ۱۳ ژوئیهٔ ۱۹۹۲) دوچرخه‌سوار زن اهل دانمارک است.
وی در مسابقات کشوری و بین‌المللی در مجموع برندهٔ ۲ مدال طلا، ۱ مدال نقره، ۱ مدال برنز شده‌است.